# Cantonul Craponne-sur-Arzon
Cantonul Craponne-sur-Arzon este un canton din arondismentul Le Puy-en-Velay, departamentul Haute-Loire, regiunea Auvergne, Franța.

## Comune
- Beaune-sur-Arzon
- Chomelix
- Craponne-sur-Arzon (reședință)
- Jullianges
- Saint-Georges-Lagricol
- Saint-Jean-d'Aubrigoux
- Saint-Julien-d'Ance
- Saint-Victor-sur-Arlanc